# Roni Ben-Hur
Roni Ben-Hur es un guitarrista de jazz israelí que emigró a los Estados Unidos en 1985. Sus padres eran judíos tunecinos de Túnez.

## Biografía
Creció en Dimona, Israel. Es el menor de siete hermanos y uno de dos nacidos después de que la familia emigró de Túnez en 1955. Su apellido fue cambiado legalmente a Ben-Hur mediante un ritual a los 10 años.
Cuando tenía once años empezó a tocar la guitarra. Aprendió sobre jazz gracias a la colección de discos de un amigo de la escuela secundaria. En Israel actuó en clubes, bodas y bar mitzvahs hasta que tuvo suficiente dinero para mudarse a los EE. UU. Llegó a la ciudad de Nueva York en 1985 y pasó un tiempo en el Jazz Cultural Theatre de Barry Harris. Recibió lecciones de Harris y luego se convirtió en miembro de su banda.
Su experiencia como educador se remonta a 1981 en Israel. En Estados Unidos inició programas de música de jazz en la Professional Performing Arts School, la Coalition School for Social Change y en la Lucy Moses School. A petición de Bette Midler, inició un programa de jazz para escuelas secundarias de la ciudad de Nueva York. Ben-Hur inició un campamento de jazz en Saint-Cézaire-sur-Siagne, Francia, con Santi Debriano. Con Nilson Matta, inició un campamento de jazz y música brasileña en Bar Harbor, Maine, ambos destinados a adultos aficionados al jazz. Es el director fundador del programa de jazz de la Escuela Lucy Moses del Kaufman Center en Manhattan, donde enseña.
Su libro Talk Jazz: Guitar (Mel Bay, 2004) incluye un CD con una pista de guitarra extraíble de Ben-Hur realizando los ejercicios del libro con Tardo Hammer al piano, Earl May al bajo y Leroy Williams a la batería.
Su álbum Anna's Dance fue nombrado por The Village Voice uno de los mejores álbumes de jazz de 2001. All About Jazz lo llamó "un guitarrista virtuoso con un swing impecable". En 2000, ganó la encuesta de lectores de Jazziz como "Mejor Nuevo Talento".
Vive en Teaneck, Nueva Jersey, con su esposa, la cantante Amy London, y sus dos hijas.

## Discografía
- Two for the Road with Amy London (Fivecast, 1994)
- Backyard with Barry Harris (TCB, 1995)
- Sofia's Butterfly (TCB, 1997)
- Anna's Dance (Reservoir, 2001)
- Signature (Reservoir, 2005)
- Keepin' It Open (Motéma, 2007)
- Smile with Gene Bertoncini (Motéma, 2008)
- Fortuna (Motéma, 2009)
- Mojave with Nilson Matta (Motéma, 2011)
- Our Thing with Santi Debriano, Duduka Da Fonseca (Motéma, 2012)
- Alegria de Viver with Leny Andrade (Motéma, 2014)
- Introspection with Harvie S. (Jazzheads, 2018)
- Stories (Dot Time, 2021)